# Ahmesz-Henuttamehu
Ahmesz-Henuttamehu (ỉˁḥ-ms ḥnw.t-t3-mḥw; „A Hold gyermeke; Alsó-Egyiptom asszonya”) hercegnő-királyné az ókori egyiptomi XVII–XVIII. dinasztia idején. Szekenenré Ta-aa és nővér-felesége, Ahmesz-Inhapi leánya. Féltestvére és egyben unokatestvére I. Jahmesz fáraó, aki Szekenenré és egy másik nővére, Ahhotep, a főfeleség házasságából született. Jahmesz feltehetőleg feleségül vette Henuttamehut, annak címei ugyanis „a király leánya” és „a király testvére” mellett tartalmazzák „a király felesége” címet is.
Henuttamehu múmiáját a DB320-as sírban találták meg, ahová több királyi múmiát is költöztettek később a sírrablók elől. Ma a kairói Egyiptomi Múzeumban található. A múmia vizsgálatát Gaston Maspero végezte el 1882 decemberében. Henuttamehu idős asszonyként hunyt el, haja már alig volt, fogai elkoptak. A múmiapólyára a Halottak Könyvéből írtak idézeteket. Eredetileg valószínűleg anyjával temették egy sírba; I. Sesonk uralkodásának 11. éve után került a DB320-as sírba, ahol 1881-ben saját koporsójában találták meg.
Címei: A király lánya (z3.t-nỉswt), A király felesége (ḥmt-nỉswt), Nagy királyi hitves (ḥmt-nỉswt wr.t), A király nővére (zn.t-nỉswt).